# Malick Fofana
Pour les articles homonymes, voir Fofana.
Malick Fofana, né le 31 mars 2005 à Alost en Belgique, est un footballeur international belge, d'origine guinéenne, qui joue au poste d'attaquant à l'Olympique lyonnais.

## Biographie

### En club

#### Parcours en Belgique
Né à Alost en Belgique, Malick Fofana est notamment formé par le FCV Dender EH et l'Eendracht Alost avant de poursuivre sa formation à La Gantoise. À quinze ans, il suscite l'intérêt du RSC Anderlecht, du Club Bruges, du KRC Genk et de l'Ajax Amsterdam, entre autres,. Cependant, il reste fidèle à son club formateur. En janvier 2022, il signe son premier contrat professionnel avec l'équipe gantoise,. À dix-sept ans, le Belge intègre le noyau professionnel du club.
C'est avec ce club qu'il fait ses débuts en professionnel, jouant son premier match le 17 juillet 2022, lors de la Supercoupe de Belgique 2022 face au Club Bruges KV. Remplaçant, il entre à la 90e minute de jeu à la place de Sven Kums. Son équipe s'incline sur le score d'un but à zéro,.
Le joueur inscrit son premier but avec les Gantois le 20 décembre 2022, lors des huitièmes de finale de la Coupe de Belgique face au Cercle Bruges KSV. Son équipe s'impose deux buts à zéro en prolongation,.
Le 28 juin 2023, il prolonge son contrat avec La Gantoise jusqu'en juin 2026,.

#### Transfert à l'Olympique lyonnais (2024-)
Le 10 janvier 2024, il signe à l'Olympique lyonnais pour un transfert estimé à 17 millions d'euros.
Il marque son premier but contre Nantes lors de la 28e journée de Ligue 1.

### En sélections nationales
Né en Belgique d'un père guinéen, Malick Fofana est éligible pour représenter l'une de ces deux nations. À l'été 2022, Fofana révèle que la Guinée avait déjà essayé de l'appeler, mais qu'il avait refusé la proposition. Sa mère est d'origine philippine et adoptée en Belgique.
En 2022, il prend part à l'Euro des moins de 17 ans avec la sélection belge.
Malick Fofana fait ses débuts avec les espoirs belges lors d'une victoire un but à zéro à domicile contre le Kazakhstan à Louvain en septembre 2023,.
Domenico Tedesco le sélectionne chez les Diables Rouges en octobre 2024 pour les rencontres de Ligue des nations face à l'Italie et à la France. Il dispute ses premières minutes lors du premier match, entrant au jeu pour Jérémy Doku à la 87e minute.

## Statistiques

### En club
| Saison                | Club                  | Championnat           | Championnat | Championnat | Championnat | Coupe(s) nationale(s) | Coupe(s) nationale(s) | Coupe(s) nationale(s) | Supercoupe | Supercoupe | Supercoupe | Compétition(s) continentale(s) | Compétition(s) continentale(s) | Compétition(s) continentale(s) | Compétition(s) continentale(s) | Autres compétitions | Autres compétitions | Autres compétitions | Autres compétitions | Total | Total | Total |
| Saison                | Club                  | Division              | M.          | B.          | P.d.        | M.                    | B.                    | P.d.                  | M.         | B.         | P.d.       | Comp.                          | M.                             | B.                             | P.d.                           | Comp.               | M.                  | B.                  | P.d.                | M.    | B.    | P.d.  |
| 2022-2023             | Jong KAA Gent         | Nationale 1           | 13          | 4           | 0           | -                     | -                     | -                     | -          | -          | -          | -                              | -                              | -                              | -                              | -                   | -                   | -                   | -                   | 13    | 4     | 0     |
| 2022-2023             | KAA La Gantoise       | Division 1A           | 19          | 0           | 2           | 3                     | 1                     | 0                     | 1          | 0          | 0          | C3+C4                          | 0+7                            | 0+0                            | 0+2                            | PO2                 | 3                   | 0                   | 0                   | 33    | 1     | 4     |
| 2023-2024             | KAA La Gantoise       | Division 1A           | 19          | 2           | 4           | 2                     | 0                     | 1                     | -          | -          | -          | C4                             | 10                             | 2                              | 1                              | -                   | -                   | -                   | -                   | 31    | 4     | 6     |
| Sous-total            | Sous-total            | Sous-total            | 38          | 2           | 6           | 5                     | 1                     | 1                     | 1          | 0          | 0          | -                              | 17                             | 2                              | 3                              | -                   | 3                   | 0                   | 0                   | 64    | 5     | 10    |
| 2023-2024             | Olympique lyonnais    | Ligue 1               | 17          | 3           | 1           | 4                     | 1                     | 0                     | -          | -          | -          | -                              | -                              | -                              | -                              | -                   | -                   | -                   | -                   | 21    | 4     | 1     |
| 2024-2025             | Olympique lyonnais    | Ligue 1               | 29          | 5           | 4           | 2                     | 0                     | 0                     | -          | -          | -          | C3                             | 10                             | 6                              | 2                              | -                   | -                   | -                   | -                   | 41    | 11    | 6     |
| 2025-2026             | Olympique lyonnais    | Ligue 1               | 1           | 0           | 1           | -                     | -                     | -                     | -          | -          | -          | -                              | -                              | -                              | -                              | -                   | -                   | -                   | -                   | 1     | 0     | 1     |
| Sous-total            | Sous-total            | Sous-total            | 47          | 8           | 5           | 6                     | 1                     | 0                     | -          | -          | -          | -                              | 10                             | 6                              | 2                              | -                   | -                   | -                   | -                   | 63    | 15    | 7     |
| Total sur la carrière | Total sur la carrière | Total sur la carrière | 98          | 14          | 11          | 11                    | 2                     | 1                     | 1          | 0          | 0          | -                              | 27                             | 8                              | 5                              | -                   | 3                   | 0                   | 0                   | 140   | 24    | 17    |

### En sélections nationales
| Saison                | Sélection             | Phases finales        | Phases finales | Phases finales | Phases finales | Éliminatoires CDM | Éliminatoires CDM | Éliminatoires CDM | Éliminatoires EURO | Éliminatoires EURO | Éliminatoires EURO | Ligue des Nations | Ligue des Nations | Ligue des Nations | Matchs amicaux | Matchs amicaux | Matchs amicaux | Total | Total | Total |
| Saison                | Sélection             | Compétition           | M              | B              | Pd             | M                 | B                 | Pd                | M                  | B                  | Pd                 | M                 | B                 | Pd                | M              | B              | Pd             | M     | B     | Pd    |
| --------------------- | --------------------- | --------------------- | -------------- | -------------- | -------------- | ----------------- | ----------------- | ----------------- | ------------------ | ------------------ | ------------------ | ----------------- | ----------------- | ----------------- | -------------- | -------------- | -------------- | ----- | ----- | ----- |
| 2024-2025             | Belgique              | -                     | -              | -              | -              | 0                 | 0                 | 0                 | -                  | -                  | -                  | 1                 | 0                 | 0                 | -              | -              | -              | 1     | 0     | 0     |
| Total sur la carrière | Total sur la carrière | Total sur la carrière | -              | -              | -              | 0                 | 0                 | 0                 | -                  | -                  | -                  | 1                 | 0                 | 0                 | -              | -              | -              | 1     | 0     | 0     |

### Matchs internationaux
| Matchs internationaux de Malick Fofana | Matchs internationaux de Malick Fofana | Matchs internationaux de Malick Fofana | Matchs internationaux de Malick Fofana | Matchs internationaux de Malick Fofana | Matchs internationaux de Malick Fofana | Matchs internationaux de Malick Fofana | Matchs internationaux de Malick Fofana                         |
| #                                      | Date                                   | Lieu                                   | Adversaire                             | Résultat                               | Compétition                            | Club                                   | Notes                                                          |
| -------------------------------------- | -------------------------------------- | -------------------------------------- | -------------------------------------- | -------------------------------------- | -------------------------------------- | -------------------------------------- | -------------------------------------------------------------- |
| 1                                      | 10 octobre 2024                        | Stade olympique, Rome, Italie          | Italie                                 | N 2 - 2                                | Ligue des nations 2024-2025            | Olympique lyonnais                     | Entre en jeu à la place de Jérémy Doku à la 87e minute de jeu. |

## Palmarès

### En club
|  |  | KAA La Gantoise - Supercoupe de Belgique : - Finaliste : 2022 |  | Olympique lyonnais - Coupe de France : - Finaliste : 2024 |